# Hradec Králové (distrito)
Hradec Králové é um distrito da República Checa na região de Hradec Králové, com uma área de 875 km² com uma população de 160.558 habitantes (2002) e com uma densidade populacional de 183 hab/km².

## História
Próximo a esta localidade ocorreu a Batalha de Königgrätz ou de Sadowa, decisiva na Guerra Austro-Prussiana.